# Estádio Nacional
Estádio Nacional (nacionalni stadion), poznat i kao Estádio do Jamor, portugalski je nogometni stadion. Nalazi se u sportskom kompleksu "Jamor" u Oeirasu, pokraj Lisabona. Stadion je dizajnirao Jacobetty Rosa, a izgradnja je trajala od 1939. do otvaranja stadiona, 10. lipnja 1944. godine. Trenutni kapacitet stadiona je 37.593 sjedala.
Stadion je tradicionalni domaćin finala portugalskog kupa od 1946.; samo 5 finala dosad nije odigrano na Nacionalu. Ukupno je 52 finala kupa igrano na ovom stadionu. Mnogi Portugalci smatraju da se finale treba igrati na drugom stadionu, s obzitrom da Portugal ima velik broj velikih i modernih stadiona, sagrađenih za UEFA Euro 2004. Najznačajnija međunarodna utakmica održana na stadionu bilo je finale Kupa prvaka 1967. između Celtica i Inter Milana, koju je pobijedio Celtic i postao prvi britanski prvak Europe, a čija je tadašnja momčad nazvana Lisabonski lavovi.